# Агатай-хан
Агатай (Акатай, Окатай)-хан (д/н—1557) — 8-й хівинський хан у 1547—1557 роках.

## Життєпис
Походив з роду Арабшахів, гілки Шибанідів. Онук Ядгар-хана, володаря Держави кочових узбеків. Син Амінека, що у 1508 році був претендентом на титул хана Ногайської Орди.
Посів трон 1547 року після смерті брата Кахлана. Переніс столицю до міста Вазіра. Загалом продовжив політику Кахлан-хана, домігшись повного відродження політичної й економічної потуги держави. Спрямував політику на зменшення напівнезалежних володінь. 1550 року конфіскував у синів Кахлана місто Кят, а в синів Суфіян-хана — Ургенч. Усі вони втекли до Бухари.
Втім хан потребував підтримки родичів. Тому надав Алі-султану, сину Аванеш-хана місто Дарун, його братові Сари-Махмуд-султану — Ургенч, власному синові Хаджи-Мухаммаду — Багабад. Впливовий син Аванеш-хана — Дін-Мухаммад отримав Нісу й Абівард. Сини Буджуґа-хана отримали Хіву, Хазарасп і Кят.
1556 року Юнус-султан, син Суфіян-хана, діставши допомоги ногайців, захопив Ургенч, де стратив Сари Махмуд-султана. Тоді Агатай-хан виступив проти Юнус-султана, проте зазнав поразки. Невдовзі його було схоплено і 1557 року страчено. Втім спроба Юнуса стати ханом провалилася, оскільки владу перебрав Дост-хан.